# A kis Jézus megszületett
Az A kis Jézus megszületett kezdetű karácsonyi éneket Volly István gyűjtötte a Pest-Pilis-Solt-Kiskun vármegyei, ma már Kiskunlacházához tartozó Peregen 1930-ban. A dallam már az 1500-as évek óta ismert: Tinódi Lantos Sebestyén gyakran használta.
Feldolgozás:
| Szerző              | Mire                | Mű                                      | Előadás |
| ------------------- | ------------------- | --------------------------------------- | ------- |
| Kocsár Miklós       | női kar             | Ó, gyönyörűszép titokzatos éj! 8. kotta |         |
| Zsasskovszky József | két szólam          | Pásztordal                              | [ 1 ]   |
| Petres Csaba        | két furulya         | Tarka madár, 146. kotta                 |         |
| Ludvig József       | ének, gitárakkordok | Mennyből az angyal, 5. oldal            |         |

## Kotta és dallam
| A kis Jézus megszületett, örvendjünk, elküldötte ő szent fiát Istenünk. Betlehemben fekszik rongyos jászolban, azért van oly fényesség a városban. | Eleibe térdepelünk mindnyájan, örvendezve énekelünk vígságban, dicséretet mondunk édesanyjának, ajándékot adunk a kis Jézusnak. | Változat: 1) |

## Felvételek
- A kis Jézus megszületett, örvendjünk! (adventi, karácsonyi dal). Kaláka (együttes)  YouTube (2005)  (Hozzáférés: 2016. május 20.) (audió)
- Gyerekkarácsony Aranyalbum: A kis Jézus megszületett. YouTube (2011)  (Hozzáférés: 2016. május 20.) (audió)
- A kis Jézus megszületett, Kis karácsony, nagy karácsony. Szentegyházi Gyermekfilharmónia  YouTube (2012. december 23.)  (Hozzáférés: 2016. május 20.) (videó) 1:05-ig.
- A kis Jézus megszületett. Szekeres Veronika  YouTube (1998. november 30.)  (Hozzáférés: 2016. május 20.) (audió)
- A kis Jézus megszületett. Budapesti Madrigál Kórus. Vezényel Szekeres Ferenc  YouTube (1965. november 15.)  (Hozzáférés: 2016. május 20.) (audió)